# Sigmund Mowinckel
Sigmund Olaf Plytt Mowinckel (Kjerringøy, 4 agosto 1884 – 4 giugno 1965) è stato un biblista norvegese.
È noto per le sue ricerche sulla pratica del culto religioso nell'antico Israele.

## Biografia
Fu legato all'Università di Oslo, dove conseguì il dottorato in teologia nel 1916 e dove fu docente dal 1917 in poi. Si ritirò nel 1954.
Dagli anni Venti, Mowinckel diresse una scuola di pensiero riguardante il Libro dei Salmi che a volte si scontrò con le conclusioni di Hermann Gunkel e dei suoi seguaci basate sulla Critica delle forme. In termini generali, Gunkel sosteneva con fermezza una visione dei Salmi che si concentrava sui due nomi notabili di Dio che vi si verificava: Yahweh (JHWH, il cosiddetto Tetragramma biblico) ed Elohim. Le scuole di scrittura del Salmo che ne scaturivano furono chiamate Tradizione jahvista ed Eloismo. L'approccio di Mowinckel ai Salmi differiva parecchio da quello di Gunkel: Mowinckel riteneva che i Salmi sono interamente cultuali, sia in origine che nelle intenzioni. Ha tentato di mettere in relazione più di 40 salmi per un ipotetico festival autunnale di Capodanno.
Oltre al suo lavoro su Salmi, viene considerata estremamente significativa la sua monografia sulle radici del messianismo nell'Antico Testamento.